# كأس السوبر البرتغالي 2014
كان وقد شارك فيها الفائز بالدوري البرتغالي الممتاز 2013–14 وكأس البرتغال 2013–14، نادي بنفيكا، ووصيف كأس البرتغال، نادي ريو أفي. كما التقى الناديان في نهائي كأس الدوري البرتغالي 2014، والذي فاز به بنفيكا أيضًا.
شارك فريق بنفيكا في بطولة كأس السوبر للمرة السادسة عشرة، كما شارك فريق ريو آفي في المباراة لأول مرة. 
انتهت المباراة بدون أهداف بعد الوقت الإضافي، وفاز بنفيكا – بركلات الترجيح ليحقق لقبه الخامس في بطولة السوبر، محققًا رقمًا قياسيًا برتغاليًا بالفوز بجميع الألقاب المحلية الأربعة في عام واحد.